# Pat Crowley

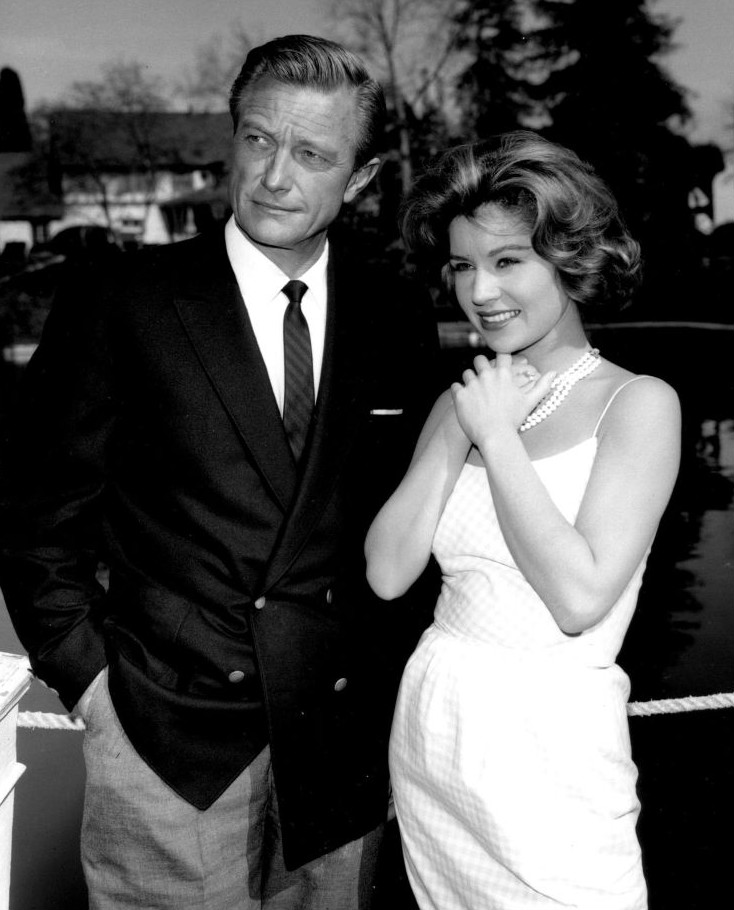
Crowley con Richard Denning en Michael Shayne (1961).

Patricia "Pat" Crowley (17 de septiembre de 1933) es una actriz de cine y televisión.

## Carrera
Crowley interpretó a Sally Carver en la película Forever Female (1953), protagonizada por Ginger Rogers y William Holden. Actuó como Doctor Autumn Claypool junto con el equipo cómico de Martin y Lewis en la película en 3-D Money from Home (1953), así como en su última película juntos, Hollywood or Bust (1956), donde interpretó a Terry Roberts. Sus papeles en Forever Female y Money from Home la llevaron a recibir el Globo de Oro a Nueva Estrella del Año - Actriz.
Crowley hizo apariciones especiales en varias series de televisión en los años 1950 y 1962, entre ellos el piloto de The Untouchables, Crossroads, Riverboat, The DuPont Show con June Allyson, The Eleventh Hour, The Roaring 20s, Mr. Novak,The Twilight Zone, The Fugitive, The Man from U.N.C.L.E., 87th Precinct y Wanted: Dead or Alive (episodio "Competition"). También en el episodio 122 de Bonanza precisamente en la cuarta temporada de la serie.Protagonizó entre 1965 a 1967 como Joan Nash en la serie de televisión de NBC-MGM, Please Don't Eat the Daisies, basado en el libro de 1957 de Jean Kerr y la película Doris Day de 1960 del mismo nombre.
Televisión
Bonanza (1962) "The Actress" T4 E22